# مانو أركانجيولي
مانو أركانجيولي (من مواليد 28 أغسطس 1994) لاعبة تنس فرنسية محترفة، وصلت في 2 مارس 2015 إلى أفضل تصنيف فردي لها رقم 268 على مستوى العالم، في 18 يونيو 2018، وصلت إلى أفضل تصنيف زوجي حيث حصلت على المرتبة 189 في اتحاد لاعبات التنس المحترفات، وقد فازت بثمانية ألقاب فردية و 15 لقبًا زوجيًا على حلبة الاتحاد الدولي للتنس.

## مسيرة مهنية
قدمت مانو أركانجيولي أول سحب رئيسي لها في البطولات الأربع الكبرى الفردي في بطولة فرنسا المفتوحة 2015 بفضل بطاقة البدل ، وخسرت في الجولة الأولى أمام الأمريكية غير المصنفة إيرينا فالكوني في مجموعات متتالية.